# Station Valenciennes
Station Valenciennes (Frans: Gare de Valenciennes) is een spoorwegstation in Valenciennes. Het station is gelegen aan de lijnen Lourches - Valenciennes, Fives - Hirson en Douai - Blanc-Misseron.